# Darbuka

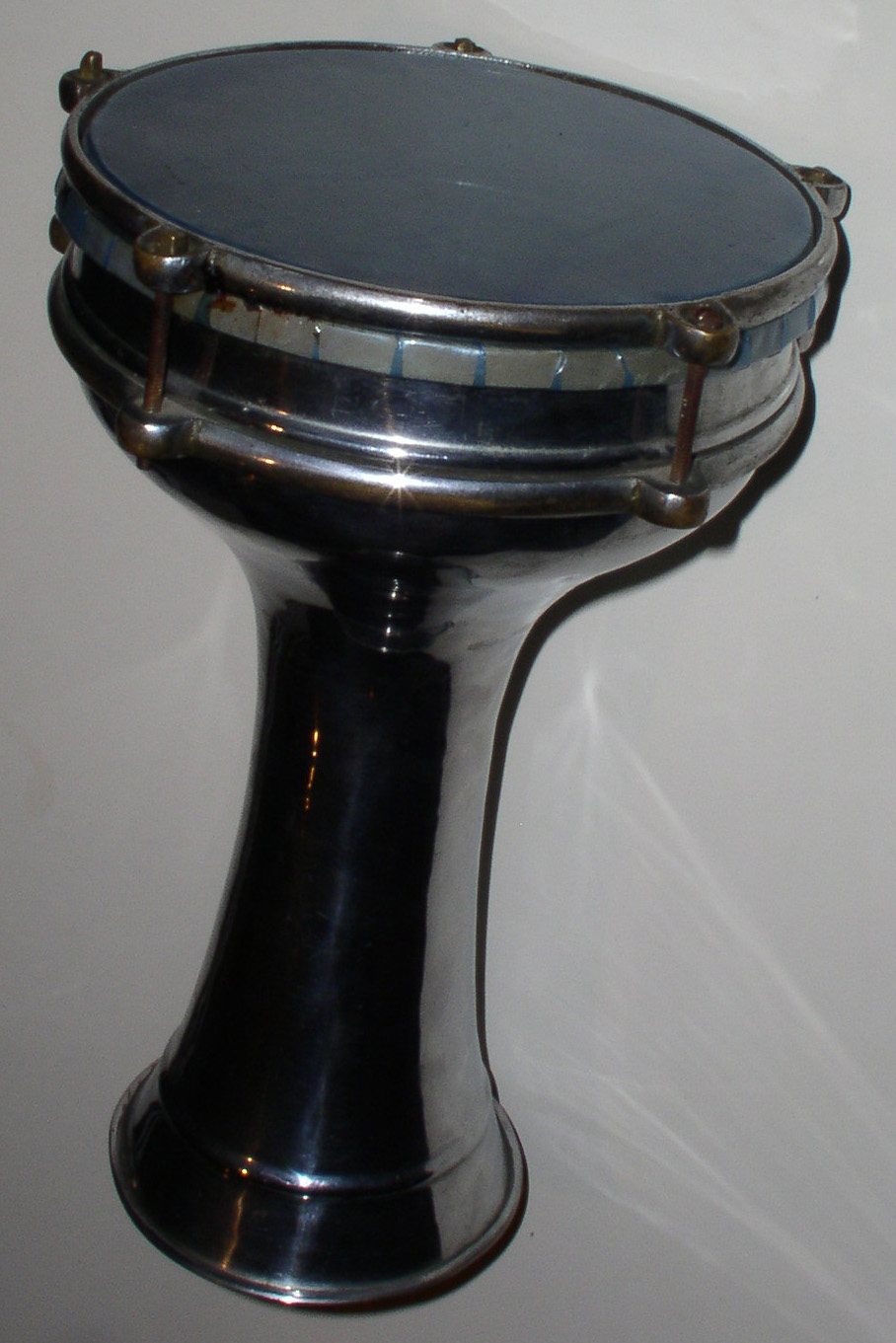
Türkische darbuka aus Metall mit Kunststofffell

Darbuka (arabisch دربوكة, DMG darbūka, Pl. darābik, darbūkāt), auch als darbukka, darbouka, derbouka oder darabukka transkribiert, ist eine einfellige Bechertrommel im Nahen Osten, im arabischen Nordafrika und regional in Südosteuropa, wo sie als tarabuka und tarambuka bekannt ist.

## Etymologie
Die Bezeichnung darbuka scheint im Arabischen nicht alt zu sein, obwohl ein Zusammenhang mit einer Trommel namens darbala bestehen könnte, die an einer Stelle in der um das 13. Jahrhundert zusammengetragenen Erzählsammlung Tausendundeine Nacht auftaucht. Eine denkbare Lautverschiebung könnte darbala auf persisch danbala zurückgehen lassen, demnach wäre darbuka aus der Konsonantenform d-n-b-k in Pahlavi-Schrift entstanden. Eine Ableitung von türkisch darbetmek, „schlagen“, das auf das arabische Wort ḍarba („Schlag“) zurückgeht, ist ebenso möglich.
In der Türkei sind je nach Region dümbek, dümbelek und deblek weiter verbreitet als das arabische Fremdwort. Bei den türkischen Begriffen ist die Verwandtschaft zu persisch dunbal, dunbak oder dunbalāk, älter dumbalak, offenkundig. Dunbal oder dunbak bezeichnete im 17. Jahrhundert persische Bechertrommeln, die angehängte Verkleinerungsform -ak galt für kleine Zylindertrommeln. Tombak oder tumbak sind Schreibweisen der heutigen Bechertrommeln, die alle auf das Pahlavi zurückgehen. In seinem Reisebericht  Seyahatnâme benennt Evliya Çelebi (1611–1683) allgemein Kesseltrommeln als dunbalak. Dieses Wort hat sich im heutigen Türkisch zu dümbelek und dömbelek verändert.
Im Kosovo und in Nordmazedonien heißt die Bechertrommel tarabuka und in Bulgarien tarambuka.

## Bauform und Spielweise
Die darbuka besteht aus einem kelchförmigen Korpus, der traditionell aus Ton gefertigt und bei einfachen Instrumenten mit Ziegenhaut bespannt ist. Auch die Haut von Schafen und Hunden wurde früher verwendet. In professionellen klassischen Orchestern werden darbuka mit Fischhaut (besonders aus Rochen) verwendet. Moderne darbuka sind oft aus Metall gefertigt, wobei die türkischen Modelle aus Aluminium-, Kupfer- oder Messingblech bestehen und die ägyptische Variante aus Aluminium gegossen wird. Die Trommelfelle sind dann meist aus Kunststoff, doch werden auch bei neueren Modellen Naturfelle verwendet, um einen wärmeren, bassigeren Ton zu erzielen, der sich von den hohen Klängen der Plastikfelle unterscheidet. Der britische Orientalist Edward William Lane beschrieb 1836 in Ägypten zwei Arten von darbuka: eine mit einem hölzernen Korpus in einer schlanken Becherform, die aufwendig mit Intarsien verziert war, und eine einfache darbuka aus Ton mit einem kegelförmigen Oberteil über dem zylindrischen Schaft. Erstere spielten die Frauen im Haus, letztere die Bootsleute auf dem Nil. Die Länge des Korpus beträgt typischerweise 40 bis 50 Zentimeter, der Felldurchmesser 20 bis 25 Zentimeter.

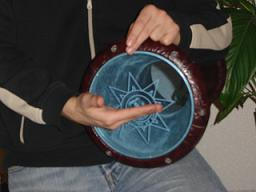
Tiefer Ton dum

Darbuka werden meist im Sitzen auf dem linken Oberschenkel liegend gespielt und vom linken Unterarm und Handballen gehalten, im Stehen werden sie unter eine Achsel geklemmt. Es werden alle zehn Finger benutzt. Die grundlegenden Schläge, die eine darbuka erzeugen kann, sind ein Basston (dum) als Grundschlag, der mit der ganzen rechten Hand in der Mitte zwischen Rand und Mittelpunkt gespielt wird und ein hoher Ton (tak), der mit den Fingern der rechten Hand direkt am Rand gespielt wird. Die elastischen Finger der linken Hand erzeugen am oberen Rand einen feinen hohen Ton (ka). Davon können zahlreiche technische und klangliche Varianten abgeleitet werden.
In den Ländern des Maghreb sind in der Volksmusik gespielte Trommeln häufig mit geometrischen Ornamenten bemalt, aufwendigere traditionelle Instrumente können mit Schildpatt oder Elfenbein verziert sein. Darbuka haben je nach Größe unterschiedliche Namen. Sie werden auch von Frauen im eigenen Kreis gespielt, anlässlich von Geburtsfeiern, Hochzeiten oder Beschneidungen. In der westlichen Sahara (Region Twat) verwenden die männlichen Mitglieder der Sufi-Bruderschaft des Moulay Tayeb große darbuka, die an Stoffriemen getragen und im Stehen gespielt werden. Diese heißen akellal. Die Frauen spielen kleinere Trommeln (abeka), die auf den Schultern liegen. Eine andere volksislamische Sufi-Bruderschaft sind die Hamadscha, die in Marokko das Geistwesen Aisha Qandisha verehren. Bei ihren rituellen Gesängen und Tänzen kommen die große darbuka namens harraz und für Prozessionen die kleine, auf der Schulter liegende tarija zum  Einsatz.
An der südjemenitischen Küste in der Region Hadramaut ist das Tanzspiel Raqṣat ad-darbūka verbreitet, bei dem die Tänzer von der melodieführenden Leier simsimiyya und drei darbuka begleitet werden. Der Rhythmus wird durch Händeklatschen (tasfīq) akzentuiert. Die Tänzer stellen das tägliche Leben der Fischer szenisch dar. Bevor die Musikgruppe einsetzt, beginnt der Vorsänger mit einem freirhythmischen Gesang (mawwāl), dessen Endreime regelmäßig ein Chor mit einem Bordunton oder einem Ostinato weiterführt.
Darbuka haben ihren Ursprung in der arabischen Musik. Später fanden sie ihren Weg in die westliche Kultur und sind seither populäre Instrumente in der heutigen Weltmusik und sogar Rockmusik (Hossam Ramzy) geworden. Hierbei wird die darbuka häufig wie eine westafrikanische djembé annähernd senkrecht zwischen den Knien gehalten und mit allen zehn Fingern gespielt.